# Aplidium pantherinum
Aplidium pantherinum är en sjöpungsart som först beskrevs av Sluiter 1898.  Aplidium pantherinum ingår i släktet Aplidium och familjen klumpsjöpungar. Inga underarter finns listade i Catalogue of Life.